# Адвокатське об'єднання
Адвокатське об'єднання — юридична особа, створена шляхом об'єднання двох або більше адвокатів (учасників), і діє на підставі статуту.
Державна реєстрація адвокатського об'єднання здійснюється в порядку, встановленому Законом України «Про державну реєстрацію юридичних осіб та фізичних осіб — підприємців», з урахуванням особливостей, передбачених Законом України «Про адвокатуру та адвокатську діяльність».
Адвокатське об'єднання має самостійний баланс, може відкривати рахунки у банках, мати печатку, штампи і бланки із своїм найменуванням.
Про створення, реорганізацію або ліквідацію адвокатського об'єднання, зміну складу його учасників адвокатське об'єднання протягом трьох днів з дня внесення відповідних відомостей до Єдиного державного реєстру юридичних осіб та фізичних осіб — підприємців письмово повідомляє відповідну раду адвокатів регіону.
Стороною договору про надання правової допомоги є адвокатське об'єднання. Від імені адвокатського об'єднання договір про надання правової допомоги підписується учасником адвокатського об'єднання, уповноваженим на це довіреністю або статутом адвокатського об'єднання.
Адвокатське об'єднання може залучати до виконання укладених об'єднанням договорів про надання правової допомоги інших адвокатів на договірних засадах. Адвокатське об'єднання зобов'язане забезпечити дотримання професійних прав адвокатів та гарантій адвокатської діяльності.
Головною та дуже важливою перевагою адвокатського об'єднання, як однієї з організаційних форм юридичної та адвокатської діяльності, є саме те, що воно може бути створено виключно адвокатами, які в свою чергу мають більше можливостей та переваг в юридичній справі:
- Згідно з Конституцією України, виключно адвокати здійснюють представництво осіб в судах всіх інстанцій, а також захист від кримінального обвинувачення. Юристи без статусу адвоката мають право представляти інтереси осіб в судах перших інстанцій і тільки як виняток (незначна справа, трудовий спір, тощо).
- Гарантія адвокатської таємниці та конфіденційності, що забороняє адвокату розголошувати будь-яку інформацію про свого клієнта, в тому числі на допиті співробітником поліції, або в суді, інакше як по законному рішенню суду, прийнятому на підставі клопотання генерального прокурора України або прокурора обласного рівня.
- Існує дисциплінарна відповідальність перед клієнтом за невиконання своїх професійних обов'язків.
- Адвокат має більше гарантованих законом можливостей та прав, наприклад, можливість адвокатським запитом витребувати необхідну для захисту особи інформацію або документи.
- Діяльність адвоката та адвокатського об'єднання регулюється ЗУ «Про адвокатуру та адвокатську діяльність», а також правилами адвокатської етики.
- Інформацію про адвоката можна отримати з Єдиного реєстру адвокатів України, вона є відкритою та у вільному доступі. [1]